# The Rules of Hell
The Rules of Hell — коллекция из четырёх перемонтированных альбомов британской хэви-металической группы Black Sabbath с участием вокалиста Ронни Джеймса Дио, вышедшая в 2008 году.

## Об альбоме
Диски, вошедшие в Бокс-сет:
- 1980 — Heaven and Hell[1]
- 1981 — Mob Rules[1]
- 1982 — Live Evil (2 CD)[1]
- 1992 — Dehumanizer[1]

Сборник был выпущен 22 июля 2008 года лейблом Rhino. Heaven & Hell c целью поддержки этого сборника организовали выступления Metal Masters Tour с участием Judas Priest, Motörhead и Testament.
Бокс-сет не включает в себя три вновь записанных трека, которые вошли в другой сборник группы: Black Sabbath: The Dio Years. Также не включает концертную запись песни Heaven And Hell из альбома Live from Radio City Music Hall (некоторые интернет-магазины предлагают эти три трека как бонусы при покупке сборника).

## Эксклюзивная версия Best Buy
Версия этого сборника продавалась ограниченное время на Best Buy как эксклюзивная. В этой редакции был включен дополнительный диск, содержащий пять концертных треков.
1. «Neon Knights»
2. «The Mob Rules»
3. «Children Of The Grave»
4. «Voodoo»
5. «Country Girl»

Первые четыре трека также были включены в английскую редакцию диска The Dio Years.